# Enrico Onofri
Enrico Onofri (Ravenna, 1º aprile 1967) è un direttore d'orchestra italiano.

## Biografia
Nato a Ravenna, Enrico Onofri cresce nell'atelier antiquario dei genitori. Sin dall'inizio dei suoi studi musicali, si interessa all'esecuzione storica. Ciò lo porterà a esplorare le pratiche interpretative delle epoche passate come fonte di ispirazione per nuove prospettive artistiche.
Ancora studente, la sua carriera inizia con un invito da parte di Jordi Savall come concertmaster de La Capella Reial de Catalunya. Successivamente collabora con ensemble quali Concentus Musicus Wien, Ensemble Mosaiques e Concerto Italiano. È stato tra i fondatori dell'ensemble Il Giardino Armonico, dove ha ricoperto il ruolo di primo violino e solista fino al 2010. A partire dal 2002, affianca alla carriera di violinista quella di direttore d'orchestra, dirigendo numerosi complessi cameristici e sinfonici, tra i quali Vienna Chamber Orchestra, Akademie für Alte Musik, Orquesta Barroca de Sevilla, Camerata Bern, Tafelmusik Toronto e Orchestra del Maggio Musicale Fiorentino.
Nel periodo 2020-2024 ha ricoperto il ruolo di direttore principale della Filarmonica Toscanini. Attualmente è direttore associato della Münchener Kammerorchester, partner artistico della Haydn Philharmonie, direttore associato dell'Orchestre National d'Auvergne, direttore dell'Imaginarium Ensemble (del quale è stato anche fondatore) e direttore musicale della Real Câmara di Lisbona. 
Enrico Onofri ha diretto numerose opere, collaborando con teatri come l'Opéra de Lyon, Teatro de la Maestranza di Siviglia,Opernhaus Zürich e Halle Staatstheater e collaborando con i registi Alessio Pizzech, Mariame Clément, David Marton, Stephen Lawless e Nina Russi. All'inizio del 2025 ha diretto l'opera Il trionfo dell’onore di Alessandro Scarlatti al Teatro Malibran di Venezia nell'ambito delle attività per il tricentenario della morte del compositore organizzate dal Teatro La Fenice.
A partire da gennaio 2025 ha intrapreso una collaborazione con la casa discografica Harmonia Mundi per un ciclo sinfonico dedicato ai compositori del periodo classico. Il primo disco della serie, Serenata, è interamente dedicato a Mozart e ha come guest star Isabelle Faust.

## Educazione e attività didattica
È stato professore di violino barocco e interpretazione della musica barocca al Conservatorio Alessandro Scarlatti di Palermo, attualmente insegna al Conservatorio Gioachino Rossini di Pesaro. È stato invitato a tenere masterclass in tutta Europa, Canada, Giappone e negli Stati Uniti dove è stato ospite della Juilliard School nel 2012. È stato tutor e direttore della European Union Baroque Orchestra.
Nel 2010 inizia a tenere masterclass nel borgo medievale di San Leo, in provincia di Rimini, successivamente trasformate in incontri a cadenza regolare inseriti nell’attuale Accademia del Tempo Lento. L’accademia accoglie gruppi da camera e musicisti di diverse provenienze,  dallo historical performer che desidera perfezionarsi, a concertisti “moderni” e direttori interessati a rivedere la loro concezione artistica alla luce delle pratiche storiche.

## Premi e riconoscimenti
La sua carriera discografica è stata premiata con numerosi riconoscimenti internazionali, tra cui il Diapason d'Or de l'Année 2020, Choc! Classica, Gramophone Award, Diapason d'Or 2021 e Grand Prix des Discophiles. Nel 2019 ha vinto il Premio Abbiati come miglior solista dell'anno.

## Discografia
- In Parasceve: Responsories for Good Friday, Officium Ensemble / Real Câmara / Enrico Onofri (Passacaille, 2025)
- Mozart: Serenata, Münchener Kammerorchester / Isabelle Faust (Harmonia Mundi, 2024)
- Lusitano Impero: Hidden Gems of the Portuguese Baroque, Ana Quintans / Henrique Oliveira / Real Câmara / Enrico Onofri (Passacaille, 2023)
- Joseph & Michael Haydn: Overtures and Symphonies, Haydn Philharmonie / Enrico Onofri (MDG, 2023)
- Telemann: Works for Violins Without Bass, Imaginarium Ensemble / The Sharp Band / Enrico Onofri (Passacaille, 2023)
- Vivaldi: Concerti Particolari, Academia Montis Regalis / Enrico Onofri (Passacaille, 2021)
- Astro Nuevo, Orquesta Barroca de Sevilla / Julia Doyle / Carlos Mena / Alessandro Casal / Enrico Onofri (Passacaille, 2020)
- Beethoven: Emperor Piano Concerto & Symphony No. 7, Filarmonica Toscanini / Vadym Kholodenko / Enrico Onofri (Fondazione Toscanini, 2020)
- Seicento! The Virtuoso Early Italian Violin, Enrico Onofri / Imaginarium Ensemble (Amadeus, 2019; Passacaille, 2020)
- Into Nature: Vivaldi’s Seasons and Other Sounds from Mother Earth, Enrico Onofri / Imaginarium Ensemble (Passacaille, 2019)
- Trauer Musik: Haydn in Sevilla, Orquesta Barroca de Sevilla / Enrico Onofri (Passacaille, 2019)
- Béla Bartók: Duos for Violin, Lina Tur Bonet / Enrico Onofri (Panclassic, 2019)
- Bach: Sonatas and Partitas, BWV 1001, 1004, 1006, Enrico Onofri (Passacaille, 2018)
- Prologue, Francesca Aspromonte / Il Pomo d’Oro / Enrico Onofri (Pentatone, 2018)
- Corelli: Violin Sonatas Op. 5, Vol. II La Follia, Enrico Onofri / Imaginarium Ensemble (Passacaille, 2016)
- Música en la Catedral de Sevilla, Orquesta Barroca de Sevilla / Choir Vandalia / Enrico Onofri (OBS Prometeo, 2015)
- Toccata und Fugue, Enrico Onofri (Passacaille, 2014)
- Mazzoni: Antigono, Divino Sospiro / Michael Spyres / Geraldine McGreevy / Pamela Lucciarini / Enrico Onofri (Dynamic, 2013)
- Corelli: Violin Sonatas Op. 5, Vol. I, Enrico Onofri / Imaginarium Ensemble (Passacaille, 2013)
- Devil’s Trill, Enrico Onofri / Imaginarium Ensemble (Passacaille, 2012)
- Espacios Sonoros en la Catedral de Jaén, Orquesta Barroca de Sevilla / La Hispanoflamenca Choir / Enrico Onofri (OBS Prometeo, 2012)
- Et In Terra Pax, Orquesta Barroca de Sevilla / La Hispanoflamenca Choir / Enrico Onofri (OBS Prometeo, 2011)
- The Century of the Portuguese, Divino Sospiro / Gemma Bertagnolli / Enrico Onofri (Dynamic, 2010)
- Con Amore, Enrico Onofri (Sony Music, 2010)
- The Secrets of Baroque Violin, Enrico Onofri (Sony Music, 2010)
- Vivaldi: La Follia, Enrico Onofri / Imaginarium Ensemble (Sony, 2010)
- Le Concert Spirituel, Jordi Savall / Enrico Onofri (Alia Vox, 2010)
- Handel: Concerti Grossi Op. 6, Il Giardino Armonico / Antonini / Onofri (Decca, 2008)
- Furor Sacro, Enrico Onofri / Gemma Bertagnolli (Amadeus, 2008)
- Mozart: Chiaroscuro, Divino Sospiro / Enrico Onofri (Harbor Records, 2007)
- La Voce nel Violino, Enrico Onofri / Imaginarium Ensemble (Zig-Zag Territoires, 2007)
- Vivaldi: Cello Concertos Vol. II, Christophe Coin / Il Giardino Armonico / Onofri (Naïve, 2008)
- Vivaldi: Cello Concertos Vol. I, Christophe Coin / Il Giardino Armonico / Onofri (Naïve, 2007)
- Vivaldi: La Caccia, Enrico Onofri / Academia Montis Regalis (Naïve, 2006)
- La Casa del Diavolo, Il Giardino Armonico / Dantone / Onofri (Naïve, 2005)
- Vivaldi: Orlando Finto Pazzo, Academia Montis Regalis / Enrico Onofri (Opus 111, 2004)
- Un Concert pour Mazarin, Jaroussky / Orchestra La Fenice / Enrico Onofri (Virgin, 2004)
- Haydn: Symphony No. 104, Academia Montis Regalis / De Marchi / Enrico Onofri (Amadeus, 2003)
- Vespro a Voce Sola, Ensemble La Fenice / Tubéry / Onofri (Astrée, 2002)
- 1630, Enrico Onofri / Lorenzo Ghielmi / Margret Koel (Winter & Winter, 2002)
- Musica Barocca, Il Giardino Armonico / Antonini / Onofri (Teldec, 2001)
- Viaggio Musicale, Il Giardino Armonico / Antonini / Onofri (Teldec, 2000)
- The Vivaldi Album, Cecilia Bartoli / Il Giardino Armonico / Antonini / Onofri (Decca, 1999)
- Handel: Agrippina, Armida, Lucrezia, Il Giardino Armonico / Eva Mei / Onofri (Teldec, 1999)
- The Tempest, Il Giardino Armonico / Antonini / Onofri (Teldec, 1998)
- Bach: Brandenburg Concertos Vol. II, Il Giardino Armonico / Onofri (Teldec, 1997)
- Bach: Brandenburg Concertos Vol. I, Il Giardino Armonico / Onofri (Teldec, 1997)
- The Red Priest, Il Giardino Armonico / Onofri (Teldec, 1996)
- Il Giardino Armonico Plays Vivaldi, Il Giardino Armonico / Onofri (Teldec, 1996)
- Il Cimento dell’Armonia e dell’Invenzione Vol. II, Il Giardino Armonico / Onofri (Teldec, 1995)
- Il Cimento dell’Armonia e dell’Invenzione Vol. I, Il Giardino Armonico / Onofri (Teldec, 1995)
- Il Proteo, Il Giardino Armonico / Christophe Coin / Onofri (Teldec, 1995)
- Kapsberger: Arie, Villanelle, Mottetti, Guillemette Laurens / Luca Pianca / Onofri (Teldec, 1995)
- Frescobaldi: Fiori Musicali, Rinaldo Alessandrini / Enrico Onofri (Astrée, 1989)
- Monteverdi: Vespro della Beata Vergine, Vol. I & II, Jordi Savall / Onofri (Astrée, 1989)
- Monteverdi: Il Settimo Libro de Madrigali, Vol. I & II, Roberto Gini / Onofri (Tactus, 1989)
- Monteverdi: Lettera Amorosa, Ensemble Concerto / Gini / Onofri (Tactus, 1989)
- Vivaldi: Concerti RV 103, 107, Il Giardino Armonico / Paolo Grazzi / Onofri (Nuova Era, 1988)
- Vivaldi: Concerti per Archi, Concerto Italiano / Alessandrini / Onofri (Tactus, 1988)
- Vivaldi: Concertos da Camera, Vol. I–IV, Il Giardino Armonico / Onofri (Teldec, 1991–1992)
- Christmas Concertos, Il Giardino Armonico / Onofri (Teldec, 1991)
- Vivaldi: Cantate da Camera, Ensemble Concerto / Gini / Onofri (Nuova Era, 1990)

- Monteverdi: Combattimento di Tancredi e Clorinda, Ensemble Concerto / Gini / Onofri (Tactus, 1989)